# 4分33秒

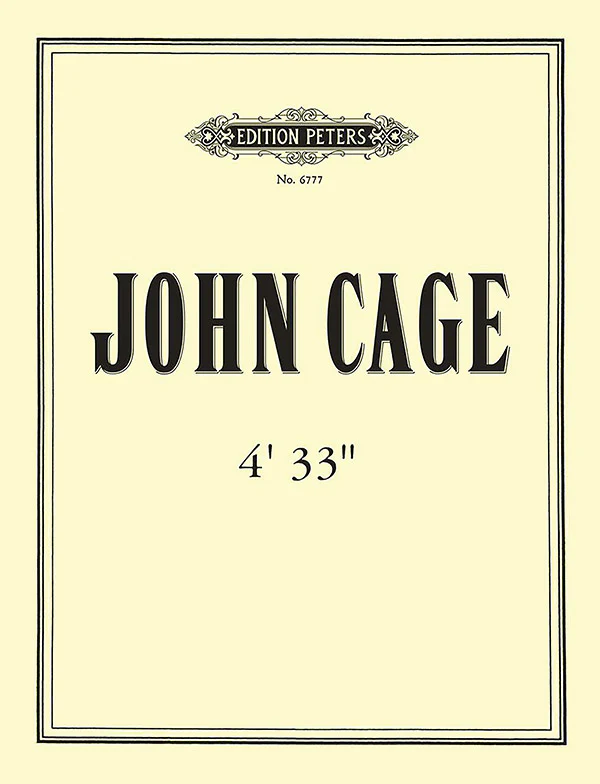
『4分33秒』のオリジナルの楽譜の表紙中央|フレームなし|250x250ピクセル

『4分33秒』（よんぷんさんじゅうさんびょう、4'33”）は、アメリカの音楽家ジョン・ケージが1952年に作曲した曲である。ケージの作品の中で最も知られており、音楽に対するケージの思想が最も簡潔に表現された作品でもある。
楽譜では4分33秒という演奏時間が決められているが、演奏者が出す音響の指示がない。そのため演奏者は音を出さず、聴衆はその場に起きる音を聴く。演奏者がコントロールをして生み出す音はないが、演奏場所の内外で偶然に起きる音、聴衆自身が立てる音などの意図しない音は存在する。沈黙とは無音ではなく「意図しない音が起きている状態」を指し、楽音と非楽音には違いがないというケージの主張が表れている。
ケージ自身によれば、1940年代から沈黙について考えており、さらに無響室での体験と絵画作品が作曲のきっかけだった。初演当時から賛否が分かれたが、この作品によって楽器などの伝統的な音だけでなく、あらゆる音を音楽として意識させることになり、多大な影響を与えた。作曲には偶然性の手法が使われ、音楽家が感情や価値判断に影響されずに作曲することを目指した。

## 作品の経緯

### 発端

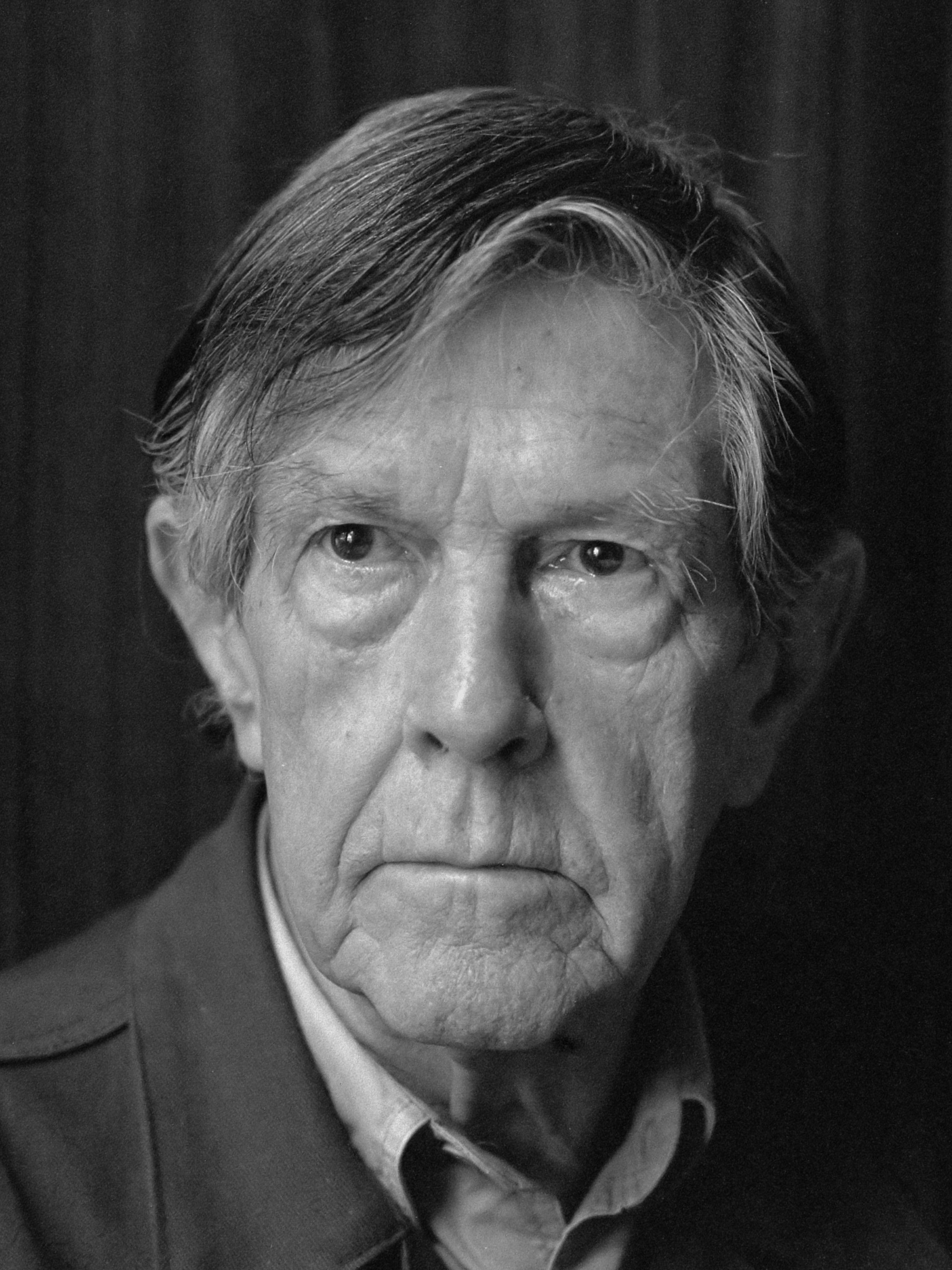
ジョン・ケージ（1988年）

ケージの回想によれば、沈黙の曲の始まりは1940年かもしれないとされている。当時のケージは雇用促進局の娯楽部門で働いており、サンフランシスコ病院に来る子供たちを楽しませる仕事をした。患者を邪魔しないために音を立てないという条件があり、これがアイデアの源になった。また、ハンス・リヒターの映画『金で買える夢』（1947年）で音楽を担当した時には、2小節の音楽のあとに2小節の沈黙が7回ある曲を作った。

### サイレント・プレイヤー
1948年にヴァッサー大学で行った講演『作曲家の告白』において、ケージはいくつかの新しい欲求を語り、その中に沈黙についての構想があった。それはさえぎられない沈黙の曲を書き、ミューザック社に売るというものだった。曲の長さは3分から4分半で、曲名は『サイレント・プレイヤー（Silent Prayer）』である。ミューザック社は1934年設立で、企業にBGMを販売する事業を行っていた。3分から4分半という曲の長さは、ミューザック社も音楽配信に使用していたSPレコードの再生時間が約4分半であったことに由来し、音楽の長さが技術で規定されていることを皮肉ったものである。技術による管理を音楽に持ち込んだミューザック社に「さえぎられない沈黙」を売る、というのがケージのアイデアだった。

### 無響室の体験

ハーバード大学の無響室にいたケージは、完全な沈黙が存在しないことを発見し、この曲を作曲するきっかけとなった。

1951年のある日、ケージはハーバード大学の無響室を訪れた。無音を聴こうとして無響室に入ったが、彼は二つの音を聴いた。一つは高く、一つは低かった。エンジニアにそのことを話すと、高いほうは神経系が働いている音で、低いほうは血液が流れている音だという答えだった。無音を体験しようとして入った場所でなお、音を聴いたことに「私が死ぬまで音があるだろう。それらの音は私の死後も続くだろう。だから音楽の将来を恐れる必要はない」と強い印象を受けた。『サイレント・プレイヤー』で、さえぎられない沈黙を構想した時期とは異なり、完全な無音は不可能であるという認識を得た。ケージは以後、沈黙とは意図しない音が起きている状態であると定義する。

### 偶然性の手法
ケージは1950年代から偶然性を作曲に取り入れるようになり、そのために『易経』をしばしば使った。ケージが音楽を教えた作曲家クリスチャン・ウォルフの両親は出版を仕事にしており、英訳した『易経』を渡されたのがきっかけだった。ケージは『易の音楽』（1951年）や『ウィリアムズ・ミックス』（1951年-1953年）の作曲に『易経』を使い、偶然性の手法は『4分33秒』の作曲にも取り入れられることになる。ケージはこの手法によって個人の好みや心理、芸術の伝統から自由になった音楽が可能であり、価値判断は作曲・演奏・聴取のいずれにおいても含まれなくなると考えた。ケージは偶然性の手法をチャンス・オペレーションと名付け、非意図的なものの探究とも呼んだ。
コロンビア大学で1951年に演奏した『心象風景第4番』では、ラジオ12台を使った。受信する局、音量、流す長さは『易経』で偶然に決めたため、放送していない局につながる時も多く、しばしば無音だった。ケージは、沈黙は音と同じく音楽の一部であると語った。
ケージはこの時期に作曲家・指揮者のピエール・ブーレーズと交流を始めた。1949年にパリでケージとブーレーズは会い、作曲における偶然性について意見を交わすようになり、特に1949年から1952年にかけて多数の書簡を交わした。美学的には異なる2人だが、周囲の音楽環境が旧来の価値観に支配されている中で、互いに刺激を与え合った。また、ブーレーズの作品は、のちに『4分33秒』を初演するデイヴィッド・チューダーと出会うきっかけにもなった。

### 演奏者との出会い
ピアニストのデイヴィッド・チューダーとの出会いは、ケージに大きな影響を与えた。ケージは1949年にブーレーズから『ピアノ・ソナタ第2番』の楽譜を贈られ、その複雑さに驚いた。作曲家のモートン・フェルドマンは、ブーレーズのソナタを弾くにふさわしい人物としてチューダーをケージに紹介した。楽譜を託されたチューダーはその内容を理解するだけでなく、フランス語を学んで文献を読み、作曲当時のブーレーズに近づこうとした。その結果、『ピアノ・ソナタ第2番』のアメリカ初演（1950年）は成功し、ケージはチューダーを高く評価した。自分たちのどんな作品もチューダーなら演奏できるとケージは考えた。

### 視覚芸術の影響
本楽曲の別の影響源として、視覚芸術の分野も言及されている。ケージは友人の作曲家ルー・ハリソンの招きでブラック・マウンテン・カレッジを訪れ、画家のロバート・ラウシェンバーグと知り合った。ラウシェンバーグは「ホワイト・ペインティング」のシリーズを制作しており、これはキャンバスに白いペンキだけを塗ったもので、照明や人物の影などによって変化するキャンバス表面の表情そのものを作品とした。ケージはラウシェンバーグについて、自分との共通点がありすぎて会った時からほとんど話す必要がないと感じ、ラウシェンバーグの作品を見てすぐに納得した。ケージはラウシェンバーグの絵を見て、自分がこれをやらなければならなかったと考えた。そこで無音を空白のキャンバスとして使い、毎回の演奏をとりまく環境音の流転をそこに反映させようとした。ケージは1952年にブラック・マウンテン・カレッジでパフォーマンスを行い、ラウシェンバーグの白い絵を使った。

## 作曲・楽譜
前述のような体験をへて、ケージは1952年に『4分33秒』を作曲した。ケージは偶然性の手法として、『4分33秒』ではタロットカードを使用した。手作りのカードに時間を書き入れてシャッフルし、カードに書かれた沈黙の長さを足して各楽章の長さを決定した。結果的に第1楽章30秒、第2楽章2分23秒、第3楽章1分40秒で合計4分33秒になり、初演の楽譜が完成した。ケージによれば、音がない点をのぞいては曲を作るのと同様に行い、積み上げていったら4分33秒になったと語っている。沈黙の作品を発表することにケージがためらい、作曲の作業がとどこおったため、演奏者のチューダーがケージを急かして完成させたといわれている。
楽譜にはいくつかのバージョンがある。1952年の初演に使われた12ページの楽譜は通常ピアノ曲で使う大譜表であり、どんな楽器でも演奏できると表紙に書かれており、縦に数本の線が引かれて各楽章の時間を表した。翌年に友人のプレゼント用に作られた1953年のバージョンは、白線に6本の縦線が入っていた。1960年に出版されたバージョンは1枚の紙であり、各楽章に総休止を表すtacetが指示されている。また、全楽章の合計が4分33秒であれば各楽章の長さは自由であると書かれている。左側が1960年版の原語、右側がその日本語訳である。
| I TACET II TACET III TACET | 第1楽章 休み 第2楽章 休み 第3楽章 休み |

## 演奏

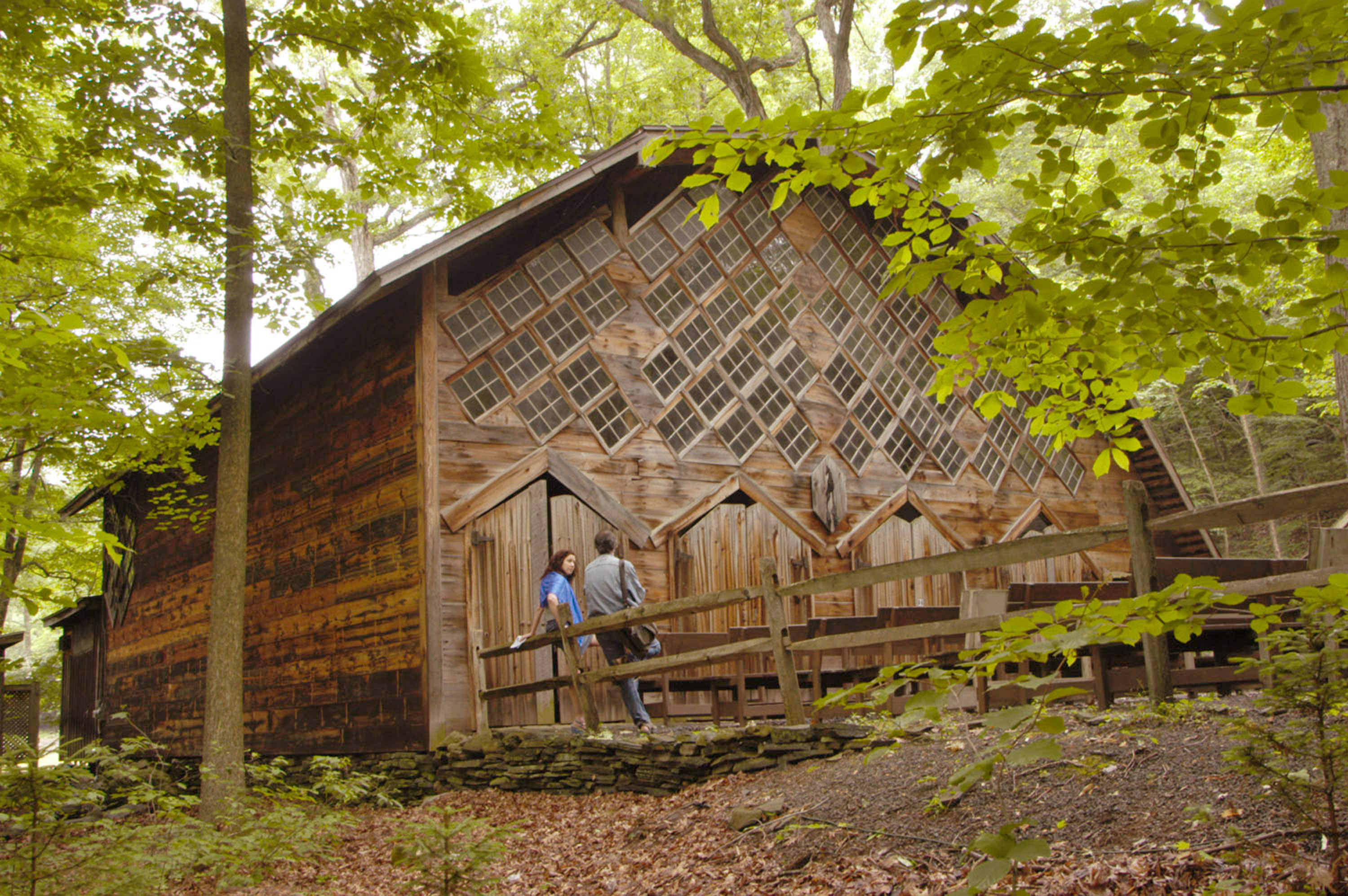
初演会場のマーベリック・コンサートホール

### 初演
1952年8月29日にニューヨーク州ウッドストックで開催された慈善コンサートで、デイヴィッド・チューダーが演奏した。会場となったマーベリック・コンサートホールは、裏手が森林に向かって開放されていた。チューダーはピアノの鍵盤の蓋を閉じることで各楽章の開始を、蓋を開けることで各楽章の終了を示した。また各楽章では違うペダルを踏んだ。蓋を閉じるアイデアは演奏者が奏でていないことを視覚的に示すためであり、チューダーの提案だったとされている。チューダーはストップウォッチで計りながら、第1楽章は33秒、第2楽章は2分40秒、第3楽章は1分20秒で終えた。時間がたつにつれて客席は騒がしくなり、会場を去ろうとする者もいた。当日は雨が降り、会場には風の音やブリキの屋根にあたる雨音、そして聴衆が立てる音が流れた。演奏者のチューダーは、もっとも強烈な聴取体験と呼んだ。
ケージは1952年夏にブーレーズにあてた手紙で、チューダーがブーレーズのピアノ・ソナタ第1番を演奏する予定であると書いているが、『4分33秒』の初演は知らせなかった。ケージはブーレーズとの作曲姿勢の違いについて用心していたとされる。
初演後、ケージとその作品は注目され賛否を浴びた。ファンからの手紙は増えたが、新聞では敵対的な批評が掲載され、『4分33秒』は新聞のゴシップ欄で紹介された。クリスチャン・ウォルフの母は、易経でこの曲について伺いを立てたら「若気の愚行」という結果が返ってきた、とケージに言った。

### 1950年代-1960年代
『4分33秒』を作っていた1950年代前半のケージは金銭的に苦境にあり、さらには住んでいたロウアー・イースト・サイドのアパートが都市計画で取り壊しが決まった。ケージは1955年にニューヨーク市を去り、郊外のストーニーポイントに引っ越した。ストーニーポイントの森林でキノコ採集にいそしみ、キノコを見分けるときの沈黙で『4分33秒』を演奏した。
1962年にケージが初来日した際には、『4分33秒』の続編にあたる『0分00秒』が作曲され、草月ホールでケージによって初演された（後述）。

### 1970年代 - 1980年代
映像作品でも『4分33秒』の演奏が流され、ケージ自身が出演するときもあった。美術家・ビデオアーティストのナム・ジュン・パイクは『ジョン・ケージ讃』（1974年）というテレビ番組を製作し、ボストンのWGBH-TVで放送された。この番組ではケージによる『4分33秒』の演奏があり、ニューヨークのハーバード・スクエアで学生や乗り物の雑踏に包まれてピアノの前に座っている演奏と、ピアノがなく静かな演奏の2つが撮影されている。
1982年は、ケージの70歳を記念するイベントがニューヨーク、東京、ミラノ、プエルトリコのサンフアン、パリなど世界各地で行われた。ニューヨークのアッパー・ウエスト・サイドでは「すみからすみまでジョン・ケージ」というマラソン・コンサートで26作品が演奏され、『4分33秒』はチューダーが演奏した。
ケージは1989年11月に京都賞受賞のために来日した。京都では11月12日に記念講演とコンサート、名古屋では11月14日に記念コンサートが開催され、コンサートを企画した藤島寛はケージに『4分33秒』の演奏を依頼した。そこでケージは、『4分33秒』の続編にあたる『One3』を演奏した（後述）。

ケージは『4分33秒』を好んでいる点を、以下のように語っていた。

### 1990年代以降
ケージ没後のトリビュートアルバム『Chance Operation: Tribute to John Cage』（1994年）では、フランク・ザッパが演奏した。このCDアルバムは、ケージのチャンス・オペレーションを参考にしてシャッフルでの再生が奨励されており、全収録曲が細かいトラックに分割されている。
ラジオ番組では、BBCラジオが2011年に放送した。演奏を担当したアーティストのロバート・ウォービーは、放送のためにスコアを解釈して『2分52秒』として放送した。スコア解釈にあたっては、ケージの『フォンタナ・ミックス』を活用した。日本のラジオでは、2012年9月2日に音楽ジャーナリストの林田直樹が自身の番組『OTTAVA amoroso for weekend』で放送した。
さまざまな楽器や編成で演奏されており、ピアノの他に打楽器バンド、ハープ、吹奏楽アンサンブル、デスメタルバンドなどがある。オーケストラ演奏では、BBC交響楽団（2004年） や、太田弦指揮・神奈川フィルハーモニー管弦楽団（2019年）などがある。
音楽レーベルのミュート・レコードは設立40周年記念プロジェクトとして、所属アーティストによる『4分33秒』の演奏を58曲収録した『STUMM433』（2019年）を発表した。レーベルに関係するデザイナー28名は『4分33秒』をイメージしたアートワークをそれぞれ制作した。このアルバムの発表前に、架空のニュースを配信するテキストサイト虚構新聞が『4分33秒』のトリビュートアルバムをニュースにしており、記事が現実化した点について「お詫び」を掲載した。
演奏するためのiOSアプリとして「4' 33" - John Cage」も発売された。これは『4分33秒』を録音してアップロードすることができるもので、世界各地のユーザーの演奏を聴ける。アーカイブには、ケージが住んでいたニューヨークの部屋の演奏もある。

## 関連するケージの作品

### 時間の長さの楽曲
ケージは「時間の長さの楽曲」や「万物」と呼ばれるシリーズを構想した。1953年当時は、『4分33秒』の他に、『弦楽器奏者のための59分1/2秒』、『ピアノ奏者のための34分46.776秒』、『ピアノ奏者のための31分57.9864秒』、『弦楽器奏者のための26分1.1499秒』、『打楽器奏者のための27分10.554秒』、そして講演『ひとりの話し手のための45分』が含まれていた。これらの作品は二重奏、三重奏、四重奏としても演奏できるようになっていた。

### 『0分00秒』
ケージは『4分33秒』の続編にあたる作品も発表した。ケージが1962年に初めて来日した際に、同行していた一柳慧とオノ・ヨーコ夫妻のために『0分00秒（4分33秒第2番）』（原題：0'00”）を作曲した。この曲の楽譜には「最大限の増幅（フィードバックなしで）ができる状況で、よく鍛錬された行為を行うこと」という1行のみが書かれていた。初演は1962年10月24日に草月ホールでケージ自身によって行われ、ケージが紙に書く音が増幅されてノイズとして響いた。『4分33秒』が人間の聴覚にもとづいて作曲されたのに対し、『0分00秒』は電子機器によって聴覚を拡張している。
初演後にケージは、この作品に4つの条件を加えた。(1) 演奏者は行為の中断を許可すること。(2) 行為は他人への義務を果たす内容であること。(3) 同じ行為を複数の演奏で使わないこと。(4) 演奏者は自分が置かれている状況に無頓着であること。ケージは、曲の原題 0'00” が邦題同様の『0分00秒』の他に、『0フィート00インチ』とも読めると気づき、人間が時間や空間ではなく時空連続体に生きているという洞察を得た。無響室の体験で沈黙が存在しないことを知ったように、人間には無活動の状態がなく、時間の計測は重要ではないとも考えた。

### 自治体の作品
ケージは『4分33秒』の拡張版として、環境音に注意を向けるための曲を作り、「自治体の作品」と呼んだ。『5つの区のための49のワルツ』（1977年）では、『易経』を使ってニューヨークの地図から147の地点を選び、環境音を集めた。ケージはこの手法をシカゴやボローニャ、アイルランドなどでも使った。ボローニャでは汽車で通過した町の音を集めた。アイルランドでは作家ジェイムズ・ジョイスの作品『フィネガンズ・ウェイク』を題材として、『フィネガンズ・ウェイク地名辞典』から『易経』で選んだ地点の環境音を集め、『ロアラトリオ』（1979年）を作った。

### 『One3』
ケージは沈黙についての3番目の曲も考え、1976年にアイデアを語っている。2人以上の人間がゲームをしながら、アンプで音を増幅するという内容である。ここで想定されているゲームはチェスやブリッジなどの音をあまり発しない種類で、ケージはゲームにおける沈黙が音に満ちた沈黙を表現すると考えた。
1989年の京都賞受賞の記念コンサートでは、沈黙についての3番目の曲として『One3』という曲が発表された。コンサートを企画した藤島寛はケージに『4分33秒』の演奏を依頼し、ケージは11月14日の名古屋市美術館のコンサートで『4分33秒』の続編にあたる『One3』を初演した。正式なタイトルは『One3 = 4′33″ (0′00″) + 』であり、ケージによれば等式の左側が曲名、右側がその説明で『4分33秒』と『0分00秒』を含んでいる。ト音記号は作曲家ソフィア・グバイドゥーリナのGを表し、グバイドゥーリナの概念である「内なる時計」に従うという指示である。ケージは吹き抜けの会場に設置したマイクで音を拾い、アンプで増幅した。これによって美術館を訪れる人々やコンサートの聴衆による音が満ちた。演奏時間は演奏者が体感で4分33秒を測るというもので、当日のケージの「4分33秒」は、時計における約12分だった。

## 影響

### 評価
『4分33秒』についての評価は賛否が続いている。それまでの西洋音楽の歴史では、音楽において作曲家・演奏家・聴衆が区別されていた。音楽とは作曲家が作る音響であるか、演奏家が生み出す音響を指し、それ以外の自然音や聴衆の出す音などは非音楽的な音として排除された。それに対してケージは聴くという点を重視し、作曲家や演奏家の立場を最小限にとどめようとした。
芸術自体を問い直す前衛芸術からの肯定的な評価がある。前衛芸術では作品や完成度よりも内在する美学的意味が重視され、既成概念のために見落としている感覚を意識させる。その重要な例が『4分33秒』だとしている。他方で、あらゆる音を素材とするケージの姿勢は、音から意味を取り去るために音が含んでいた社会性が失われる点を批判されてもいる。マイケル・ナイマンは1974年の著作で『4分33秒』をノイズミュージックの始まりだと主張し、ノッティンガム大学のポール・ヘガティ教授はノイズミュージックの歴史に関する2007年の著作でナイマンの主張が広く受け入れられていると述べた。さらに、1970年代はノイズミュージックがジャンルとして確立した時期でもあるため、ナイマンは単に学術的な主張を発表しただけでなく、ケージをノイズミュージックの中心人物に押し上げるという役割も果たしたという。

### サウンドアート、サウンドスケープ
本楽曲を中心とするケージの作品は、美的な実験性にもとづくサウンド・アートや、環境音と人間の関わりを考えるサウンドスケープ（音風景）の概念に影響を与えた。これらの活動は、ケージが主にコンサート・ホールで行ってきたことを外界の環境へと拡張した。
サウンドスケープは、視覚的な風景（ランドスケープ）に対して、音を風景として捉える概念である。自然音や人工音を人間がどのように聴いたり記号化しているか、地域や社会で人間がどのように音の文化を作っているのかを考える。サウンドスケープの提唱者である音楽家レイモンド・マリー・シェーファーは、著書でケージを引用している。
サウンド・アートには、ビル・フォンタナによる音響彫刻や、マックス・ニューハウスによるサウンド・インスタレーション作品である『タイムズ・スクエア』、デヴィッド・ダンによるサイト - スペシフィック・パフォーマンスなどがある。

### 著作権問題
作曲家のマイク・バットは、The Planets のアルバム Classical Graffiti でプロデューサーを務め、第13トラックに "A One Minute Silence" と題する曲を入れた。これは1分間の休止トラックで作曲名義を "Batt / Cage" と記したため、ケージの楽譜を出版するペータース社から著作権侵害を理由として2002年7月に民事訴訟を提起された。訴訟外でバットが6桁の和解金（おそらくポンド）を支払うことで終結した。
『4分33秒』と著作権についてのサウンド・インスタレーションとして、宇川直宏の『DJ JOHN CAGE & THE 1000 WORLDWIDE DJS』（2014）がある。これはケージを模した等身大人形がDJをしている会場で、総勢1000人のDJプレイを同時再生し、45分ごとに4分33秒の静寂が訪れる。大量の同時再生のために著作物として成立しないノイズと、JASRACに著作権登録されている『4分33秒』を交互に流すことで、制度への皮肉を表現している。

## その他の無音の曲

### 先例

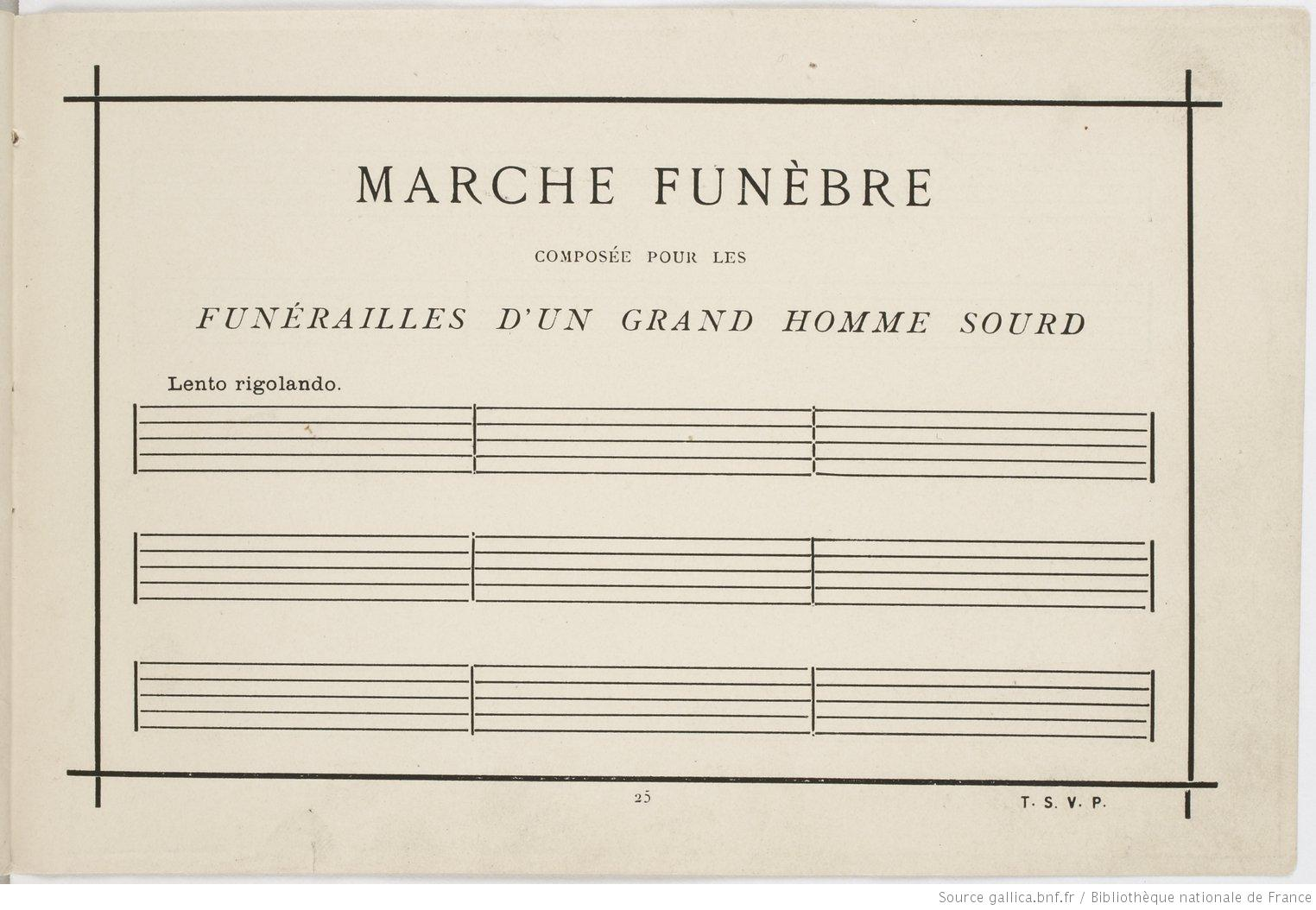
アルフォンス・アレー『耳の不自由なある偉人の葬儀のために作曲された葬送行進曲』中央|フレームなし|220x220ピクセル

無音を音楽として見なす先例として、作家アルフォンス・アレーの『耳の不自由なある偉人の葬儀のために作曲された葬送行進曲』（1897年）があり、いくつかの空白の小節のみが書かれた作品である。また、ダダイスム運動が盛んになった時代には音楽家エルヴィン・シュルホフによる『五つのピトレスケ』（1919年）の第三曲があり、これは全く意味をなさない顔文字と休符で全曲が構成された最初の音楽作品である。これらは楽譜を眺めることによってそこに込められた風刺的、ダダイスト的な意図を読み取ることが目的で、ケージの意図とは必ずしも一致しない。
偶然性の手法や、受け取る側を重視する観点から、ケージはマルセル・デュシャンを評価した。デュシャンには、偶然によって作曲する『音楽的誤植』（1913年頃）や『彼女の独身者たちによって裸にされた花嫁、さえも。音楽的誤植』（1913年頃）の音楽作品がある。また、デュシャンは既製品を用いて芸術作品とするレディ・メイドの手法によって『泉』を制作した。ケージはレディ・メイドの発想を高く評価し、エッセイ『デュシャンに関する26の声明』（1963年）において、「見られるものすべて、すなわち見るプロセスを加えたすべてのもの、それがデュシャンの作品だ」と書いた。この文章の視覚的な要素を聴覚に置き換えると、ケージの『4分33秒』などの作品にあてはまる。

### 後に出た曲の例
この「4分33秒」の後に出た無音の曲の例としては、ジョン・レノンとオノ・ヨーコのヌートピア国際賛歌（数秒間の無音状態）や、スライ&ザ・ファミリー・ストーンのアルバム『暴動』に収録された「暴動」（0秒）などが挙げられる。
Sleepifyはアメリカのミニマルファンクバンド、ヴルフペック（英語: Vulfpeck）の2014年のアルバムで、全曲が無音のトラックから構成されている。